# Bachué

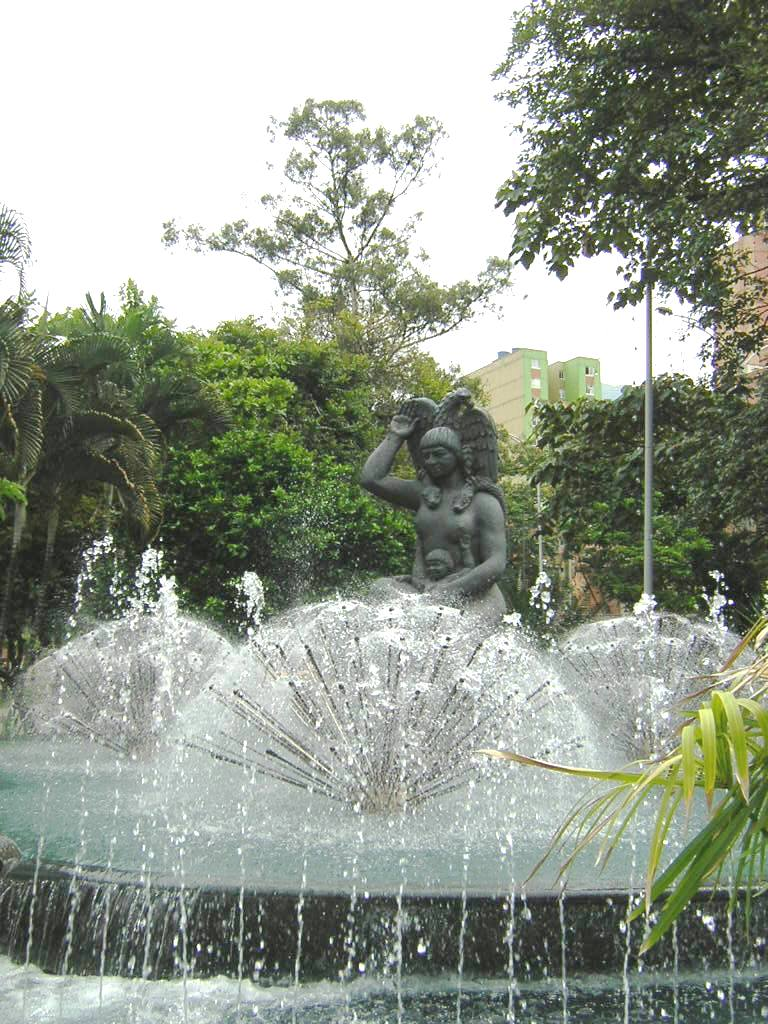
Estátua de Bachue em frente ao Teatro Pablo Tobon Uribe, Medellin, Colômbia

A deusa Bachué (na língua Chibcha : "aquela do peito nu"), é uma deusa mãe que segundo a religião Muisca é a mãe da humanidade. Ela emergiu das águas do Lago Iguaque com um bebê nos braços, que cresceu para se tornar seu marido e, junto com ele, povoou a Terra. Ela recebeu adoração em um templo, na área agora dentro do município de Chíquiza, anteriormente chamado de "San Pedro de Iguaque".
A lenda conta que depois de cumprir o objetivo de dar à luz a humanidade, Bachué e o deus papagaio, seu marido, se transformaram cobras e voltaram para a lagoa sagrada. A história de Bachué foi mencionada pelo cronista espanhol Pedro Simón em seu livro Noticias Historiales onde escreveu que os indígenas também a chamavam de "Furachogua" (chibcha para: "a boa mulher"), e a veneravam como uma de suas principais divindades. Simón também menciona que os Muisca acreditavam que Bachué às vezes voltava do submundo para guiar seu povo.